# Let It Shine – Zeig, was Du kannst!
Let It Shine – Zeig, was Du kannst! ist ein US-amerikanischer Film aus der Reihe Disney-Channel-Original-Movies aus dem Jahr 2012. Regie führte Paul Hoen; das Drehbuch wurde von Eric Daniel und Don D. Scott geschrieben. Die Premiere des Films fand am 15. Juni 2012 in den Vereinigten Staaten statt.

## Handlung
Die Handlung beginnt in Atlanta im US-Bundesstaat Georgia, wo Cyrus DeBarge, der Sohn eines Pfarrers, und sein bester Freund Kris McDuffy wieder auf ihre Freundin aus der Kindheit, Roxie Andrews, treffen. Roxie ist inzwischen eine berühmte Sängerin und ist bei einem Musiklabel unter Vertrag, welches einen Songwriting-Wettbewerb sponsert. Cyrus, eine schüchterne Bedienungshilfe und Leiter eines Jugendchors, der Rap-Musik unter dem Namen „Truth“ schreibt, gewinnt den Wettbewerb mit dem Lied Don’t Run Away(englisch Don’t Run Away ~ Lauf nicht weg), welches von Kris gesungen wurde. Das Lied handelt von Roxie, diese versteht das jedoch falsch und denkt, der Song drehe sich um Kris. Cyrus muss nicht nur mitansehen, wie Kris die Lorbeeren für „sein“ Lied erhält, sondern auch, wie er Roxies Herz gewinnt. Nachdem Kris den ganzen Ruhm bekam, distanziert sich Cyrus immer mehr von ihm. Auch mit seinem Vater steht Cyrus zu dieser Zeit im Konflikt, da für Cyrus’ Dad der Rap die Musik des Teufels darstellt.
Als sich Cyrus und Roxie kennenlernen, sagt Roxie ihm, dass sie mit Cyrus viel besser reden könne als mit Kris. Cyrus’ Vater akzeptiert die Leidenschaft seines Sohnes und unterstützt ihn, nachdem er den Songtext des Liedes Don’t Run Away gelesen hatte. Cyrus entschließt sich, mittels eines Lieds zu verkünden, dass er hinter dem Pseudonym „Truth“ steckt. Dies macht Roxie jedoch sehr wütend, so dass sie Cyrus einen Schlag verpasst und sie ihn und Kris bittet, von ihr fernzubleiben. Cyrus muss gegen den arroganten Rapper Da Bling in einem Wettstreit antreten, den Cyrus gewinnt. Kris entschließt sich mit Roxie zu reden und sagt ihr, dass Cyrus ein großartiger und netter Mensch ist und er sie nicht verletzen wollte. Schließlich geht Roxie zur Kirche, wo sie auf Cyrus trifft und ihn umarmt. Kris und Roxie sind wieder Freunde, und Cyrus und Roxie werden ein Paar. Der Film endet mit dem Lied Let It Shine.

## Synchronisation

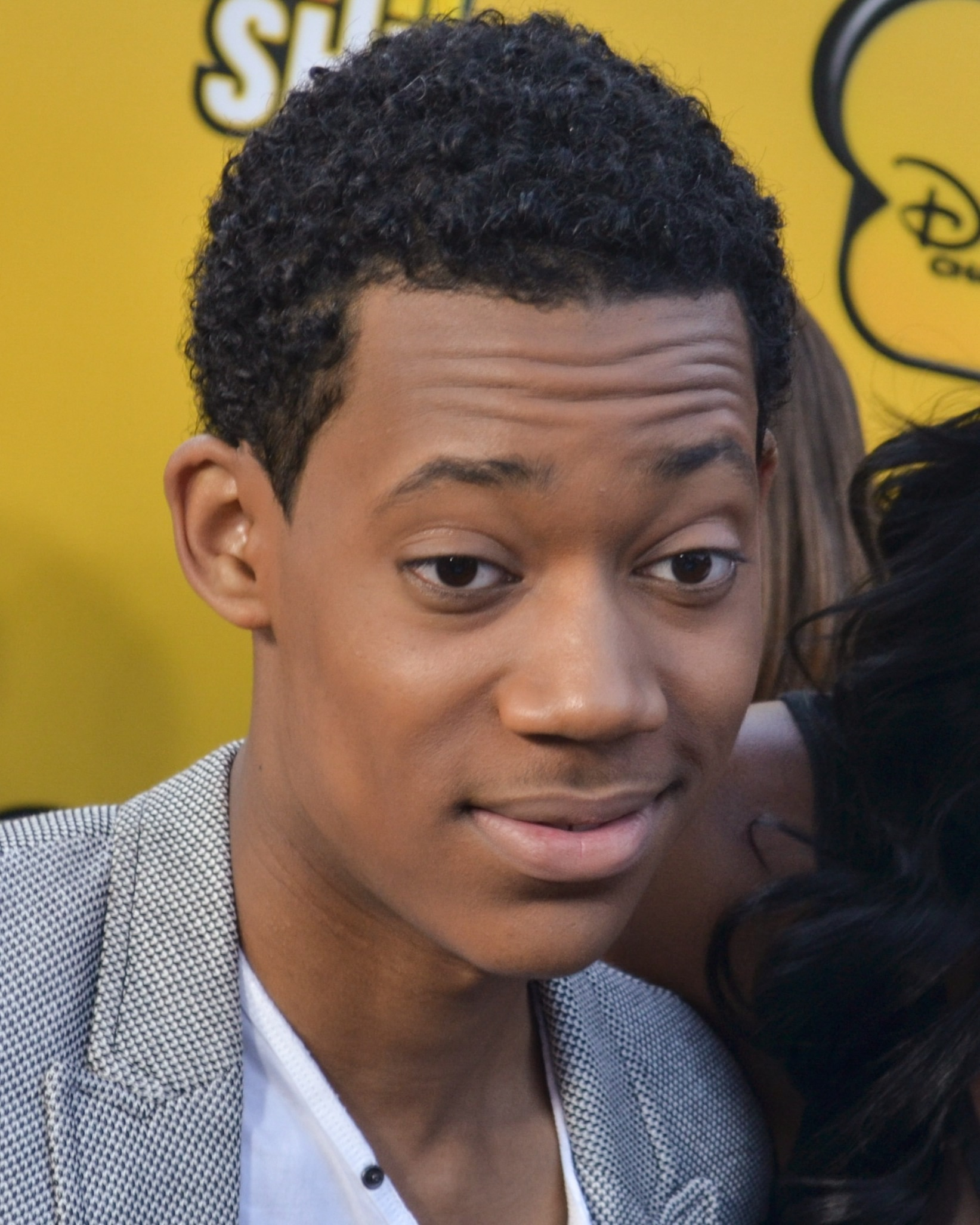
Tyler James Williams bei der Premiere des Filmes

| Rolle                             | Schauspieler         | Dt. Synchronsprecher |
| --------------------------------- | -------------------- | -------------------- |
| Cyrus DeBarge (Pseudonym „Truth“) | Tyler James Williams | Manuel Straube       |
| Roxanne „Roxie“ Andrews           | Coco Jones           | Gabrielle Pietermann |
| Kris McDuffy                      | Trevor Jackson       | Max Felder           |
| Lord of da Bling                  | Brandon Mychal Smith | Patrick Roche        |
| Lyla                              | Nicole Sullivan      | Claudia Lössl        |
| Gail DeBarge                      | Dawnn Lewis          | Kathrin Simon        |
| Jacob DeBarge                     | Courtney B. Vance    | Ole Pfennig          |
| Levi                              | Alex Désert          | Thomas Wenke         |
| Da Boss                           | Algee Smith          |                      |
| M.C.                              | Shay Roundtree       | Stefan Günther       |

## Produktion
Die Dreharbeiten fanden in Atlanta und Marietta im US-Bundesstaat Georgia statt.
Neben dem eigentlichen Film wurden noch zwei weitere Versionen produziert: die Rap-Battle- und die In-the-Spotlight-Version.

## Ausstrahlung
Der Film wurde am 15. Juni 2012 in den Vereinigten Staaten auf dem Disney Channel und in Kanada bei dem Fernsehsender Family erstausgestrahlt. Die Erstausstrahlung in den USA wurde von 5,7 Mio. Menschen verfolgt und ist somit der meistgesehene Disney Channel Original Movie aus dem Jahre 2012. In Deutschland wurde der Film am 15. Dezember 2012 auf dem deutschen Disney Channel ausgestrahlt.
In den Vereinigten Staaten lief die Rap-Battle-Version am 30. Juni 2012 welche von 4,54 Mio. Menschen verfolgt wurde und die In-the-Spotlight-Version am 8. Juli 2012 ebenfalls auf dem Disney Channel. Die Rap-Battle-Version wurde bislang nur in englischsprachigen Ländern, die In-the-Spotlight-Version bislang nur in den USA ausgestrahlt.

## Soundtrack
Der Soundtrack zum Film erschien in den Vereinigten Staaten am 12. Juni 2012 und beinhaltet 13 Lieder.
1. Don’t Run Away von Tyler James Williams feat. IM5
2. Guardian Angel von Tyler James Williams & Coco Jones
3. Me and You von Tyler James Williams & Coco Jones
4. What I Said von Coco Jones
5. Who I’m Gonna Be von Coco Jones
6. You Belong to Me von Tyler James Williams
7. Tonight’s the Night von Brandon Mychal Smith, Spencer Lee & Tyler James Williams feat. Kevin Rudolf
8. Around the Block von der gesamten Besetzung
9. Moment of Truth von Brandon Mychal Smith & Tyler James Williams
10. Joyful Noise von der gesamten Besetzung
11. Good to Be Home von Coco Jones
12. Let It Shine von Coco Jones & Tyler James Williams
13. Self Defeat von Tyler James Williams

## Rezeption
Die Premiere des Films verfolgten in den Vereinigten Staaten 5,7 Millionen Zuschauer, was ihn zum erfolgreichsten Disney Channel Original Movie aus dem Jahr 2012 macht. Die Rap-Battle-Version wurde von 2,5 Millionen Zuschauern gesehen.
Der Soundtrack erreichte in den Vereinigten Staaten den zwölften Platz der Billboard 200 Charts.